# Déclaration de Manille
La déclaration de Manille est un projet commun de l'Organisation mondiale de la santé et du Conseil des organisations internationales des sciences médicales. Il s'agit de directives internationales proposées pour la recherche biomédicale impliquant des sujets humains, créée en 1981 à Manille .
Il ne faut pas confondre la déclaration de Manille concernant la recherche sur l'être humain avec l'accord de Manille, signé le 31 juillet 1963, la déclaration de Manille, le 3 août 1963, et une déclaration conjointe le 5 août 1963, qui concernent tous trois un accord entre les Philippines, la fédération de Malaisie et l'Indonésie.
1. ↑  http://www.ethique.inserm.fr/ethique/Ethique.nsf/397fe8563d75f39bc12563f60028ec43/441ac3665e68ac89c125666500476c0e?OpenDocument